# Rho Cassiopeiae
Rho Cassiopeiae (7 Cassiopeiae) é uma estrela na direção da constelação de Cassiopeia. Possui uma ascensão reta de 23h 54m 23.04s e uma declinação de +57° 29′ 57.8″. Sua magnitude aparente é igual a 4.51. Considerando sua distância de 11643 anos-luz em relação à Terra, sua magnitude absoluta é igual a −7.48. Pertence à classe espectral F8Iavar. É uma estrela variável semirregular e é uma supergigante amarela.